# Eneco Tour 2014
L'Eneco Tour 2014, decima edizione della corsa, valevole come ventesima prova del UCI World Tour 2014, si svolse in sette tappe dall'11 al 17 agosto 2014 per un percorso di 1 075,7 km. Fu vinto dal belga Tim Wellens, che concluse in 25h 30' 15".

## Tappe
| Tappa  | Data      | Percorso                        | km      | Vincitore di tappa       | Leader cl. generale |
| ------ | --------- | ------------------------------- | ------- | ------------------------ | ------------------- |
| 1ª     | 11 agosto | Terneuzen > Terneuzen           | 181,9   | Andrea Guardini          | Andrea Guardini     |
| 2ª     | 12 agosto | Waalwijk > Vlijmen              | 177,4   | Zdeněk Štybar            | Zdeněk Štybar       |
| 3ª     | 13 agosto | Breda > Breda                   | 9,6     | Tom Dumoulin             | Lars Boom           |
| 4ª     | 14 agosto | Koksijde > Ardooie              | 183,3   | Nacer Bouhanni           | Lars Boom           |
| 5ª     | 15 agosto | Geraardsbergen > Geraardsbergen | 160,3   | Greg Van Avermaet        | Tom Dumoulin        |
| 6ª     | 16 agosto | Heerlen > Aywaille              | 173,3   | Tim Wellens              | Tim Wellens         |
| 7ª     | 17 agosto | Riemst > Sittard-Geleen         | 208     | Guillaume Van Keirsbulck | Tim Wellens         |
| Totale | Totale    | Totale                          | 1 075,7 |                          |                     |

## Squadre e corridori partecipanti
Sono venti le formazioni al via della corsa, diciotto appartenenti alla categoria World Tour e due UCI Professional Continental Team, le belghe Topsport Vlaanderen-Baloise e Wanty-Groupe Gobert.
| N.    | Cod. | Squadra                 |
| ----- | ---- | ----------------------- |
| 1-8   | OPQ  | Omega Pharma-Quickstep  |
| 11-18 | BEL  | Belkin Pro Cycling Team |
| 21-28 | LTB  | Lotto-Belisol           |
| 31-39 | BMC  | BMC Racing Team         |
| 41-48 | TFR  | Trek Factory Racing     |
| 52-59 | CAN  | Cannondale Pro Cycling  |
| 61-69 | SKY  | Team Sky                |
| 71-78 | GIA  | Team Giant-Shimano      |
| 81-88 | GRS  | Garmin-Sharp            |
| 91-98 | TCS  | Tinkoff-Saxo            |

| N.      | Cod. | Squadra                     |
| ------- | ---- | --------------------------- |
| 101-108 | OGE  | Orica-GreenEDGE             |
| 111-118 | FDJ  | FDJ.fr                      |
| 121-128 | KAT  | Team Katusha                |
| 131-138 | AST  | Astana Pro Team             |
| 141-148 | MOV  | Movistar Team               |
| 151-158 | LAM  | Lampre-Merida               |
| 161-169 | ALM  | AG2R La Mondiale            |
| 173-180 | EUC  | Team Europcar               |
| 181-188 | TSV  | Topsport Vlaanderen-Baloise |
| 191-199 | WGG  | Wanty-Groupe Gobert         |

## Dettagli delle tappe

### 1ª tappa
- 11 agosto: Terneuzen > Terneuzen – 181,9 km

Risultati
| Pos. | Corridore       | Squadra       | Tempo    |
| ---- | --------------- | ------------- | -------- |
| 1    | Andrea Guardini | Astana        | 4h14'33" |
| 2    | Yohann Gène     | Europcar      | s.t.     |
| 3    | Davide Cimolai  | Lampre-Merida | s.t.     |

| Pos. | Corridore         | Squadra      | Tempo    |
| ---- | ----------------- | ------------ | -------- |
| 1    | Andrea Guardini   | Astana       | 4h14'23" |
| 2    | Yohann Gène       | Europcar     | a 4"     |
| 3    | Laurens De Vreese | Wanty-Gobert | a 5"     |

### 2ª tappa
- 12 agosto: Waalwijk > Vlijmen – 177,4 km

Risultati
| Pos. | Corridore     | Squadra      | Tempo    |
| ---- | ------------- | ------------ | -------- |
| 1    | Zdeněk Štybar | Omega Pharma | 4h06'16" |
| 2    | Lars Boom     | Belkin       | s.t.     |
| 3    | Sep Vanmarcke | Belkin       | s.t.     |

| Pos. | Corridore     | Squadra      | Tempo    |
| ---- | ------------- | ------------ | -------- |
| 1    | Zdeněk Štybar | Omega Pharma | 8h20'39" |
| 2    | Lars Boom     | Belkin       | a 1"     |
| 3    | Sep Vanmarcke | Belkin       | a 6"     |

### 3ª tappa
- 13 agosto: Breda > Breda – 9,6 km

Risultati
| Pos. | Corridore         | Squadra      | Tempo  |
| ---- | ----------------- | ------------ | ------ |
| 1    | Tom Dumoulin      | Giant        | 10'55" |
| 2    | Fabian Cancellara | Trek Factory | a 2"   |
| 3    | Geraint Thomas    | Team Sky     | a 10"  |

| Pos. | Corridore        | Squadra    | Tempo    |
| ---- | ---------------- | ---------- | -------- |
| 1    | Lars Boom        | Belkin     | 8h31'54" |
| 2    | Tom Dumoulin     | Giant      | a 4"     |
| 3    | Manuel Quinziato | BMC Racing | s.t.     |

### 4ª tappa
- 14 agosto: Koksijde > Ardooie – 183,3 km

Risultati
| Pos. | Corridore       | Squadra      | Tempo    |
| ---- | --------------- | ------------ | -------- |
| 1    | Nacer Bouhanni  | FDJ.fr       | 4h13'59" |
| 2    | Luka Mezgec     | Giant        | s.t.     |
| 3    | Giacomo Nizzolo | Trek Factory | s.t.     |

| Pos. | Corridore        | Squadra    | Tempo     |
| ---- | ---------------- | ---------- | --------- |
| 1    | Lars Boom        | Belkin     | 12h45'53" |
| 2    | Tom Dumoulin     | Giant      | a 4"      |
| 3    | Manuel Quinziato | BMC Racing | s.t.      |

### 5ª tappa
- 15 agosto: Geraardsbergen > Geraardsbergen – 160,3 km

Risultati
| Pos. | Corridore         | Squadra      | Tempo    |
| ---- | ----------------- | ------------ | -------- |
| 1    | Greg Van Avermaet | BMC Racing   | 3h48'37" |
| 2    | Tom Dumoulin      | Giant        | a 1"     |
| 3    | Pavel Brutt       | Team Katusha | s.t.     |

| Pos. | Corridore        | Squadra    | Tempo     |
| ---- | ---------------- | ---------- | --------- |
| 1    | Tom Dumoulin     | Giant      | 16h34'29" |
| 2    | Lars Boom        | Belkin     | a 2"      |
| 3    | Manuel Quinziato | BMC Racing | a 11"     |

### 6ª tappa
- 16 agosto: Heerlen > Aywaille – 173,3 km

Risultati
| Pos. | Corridore         | Squadra       | Tempo    |
| ---- | ----------------- | ------------- | -------- |
| 1    | Tim Wellens       | Lotto-Belisol | 4h28'19" |
| 2    | Lars Boom         | Belkin        | a 50"    |
| 3    | Greg Van Avermaet | BMC Racing    | a 52"    |

| Pos. | Corridore    | Squadra       | Tempo     |
| ---- | ------------ | ------------- | --------- |
| 1    | Tim Wellens  | Lotto-Belisol | 21h03'27" |
| 2    | Lars Boom    | Belkin        | a 7"      |
| 3    | Tom Dumoulin | Giant         | a 13"     |

### 7ª tappa
- 17 agosto: Riemst > Sittard-Geleen – 183,4 km

Risultati
| Pos. | Corridore                | Squadra      | Tempo    |
| ---- | ------------------------ | ------------ | -------- |
| 1    | Guillaume Van Keirsbulck | Omega Pharma | 4h25'47" |
| 2    | Matteo Trentin           | Omega Pharma | a 46"    |
| 3    | Yves Lampaert            | Topsport Vl. | s.t.     |

| Pos. | Corridore    | Squadra       | Tempo     |
| ---- | ------------ | ------------- | --------- |
| 1    | Tim Wellens  | Lotto-Belisol | 25h30'15" |
| 2    | Lars Boom    | Belkin        | a 7"      |
| 3    | Tom Dumoulin | Giant         | a 13"     |

## Evoluzione delle classifiche
| Tappa              | Vincitore                | Classifica generale | Classifica punti | Classifica combattività | Classifica a squadre    |
| ------------------ | ------------------------ | ------------------- | ---------------- | ----------------------- | ----------------------- |
| 1ª                 | Andrea Guardini          | Andrea Guardini     | Andrea Guardini  | Kenneth Vanbilsen       | Team Katusha            |
| 2ª                 | Zdeněk Štybar            | Zdeněk Štybar       | Lars Boom        | Kenneth Vanbilsen       | Belkin Pro Cycling Team |
| 3ª                 | Tom Dumoulin             | Lars Boom           | Lars Boom        | Kenneth Vanbilsen       | BMC Racing Team         |
| 4ª                 | Nacer Bouhanni           | Lars Boom           | Andrea Guardini  | Kenneth Vanbilsen       | BMC Racing Team         |
| 5ª                 | Greg Van Avermaet        | Tom Dumoulin        | Tom Dumoulin     | Kenneth Vanbilsen       | BMC Racing Team         |
| 6ª                 | Tim Wellens              | Tim Wellens         | Tom Dumoulin     | Kenneth Vanbilsen       | Belkin Pro Cycling Team |
| 7ª                 | Guillaume Van Keirsbulck | Tim Wellens         | Tom Dumoulin     | Kenneth Vanbilsen       | Garmin-Sharp            |
| Classifiche finali | Classifiche finali       | Tim Wellens         | Tom Dumoulin     | Kenneth Vanbilsen       | Garmin-Sharp            |

## Classifiche finali

### Classifica generale - Maglia bianca
| Pos. | Corridore           | Squadra       | Tempo     |
| ---- | ------------------- | ------------- | --------- |
| 1    | Tim Wellens         | Lotto-Belisol | 25h30'15" |
| 2    | Lars Boom           | Belkin        | a 7"      |
| 3    | Tom Dumoulin        | Giant         | a 13"     |
| 4    | Andrij Hrivko       | Astana        | a 33"     |
| 5    | Greg Van Avermaet   | BMC Racing    | a 34"     |
| 6    | Geraint Thomas      | Team Sky      | a 38"     |
| 7    | Philippe Gilbert    | BMC Racing    | a 48"     |
| 8    | Jens Keukeleire     | Orica-GreenE. | a 56"     |
| 9    | Sebastian Langeveld | Garmin-Sharp  | a 1'04"   |
| 10   | Marco Marcato       | Cannondale    | a 1'11"   |

### Classifica a punti - Maglia rossa
| Pos. | Corridore         | Squadra      | Punti |
| ---- | ----------------- | ------------ | ----- |
| 1    | Tom Dumoulin      | Giant        | 87    |
| 2    | Lars Boom         | Belkin       | 86    |
| 3    | Matteo Trentin    | Omega Pharma | 53    |
| 4    | Greg Van Avermaet | BMC Racing   | 52    |
| 5    | Geraint Thomas    | Team Sky     | 52    |

### Classifica combattività - Maglia nera
| Pos. | Corridore         | Squadra      | Punti |
| ---- | ----------------- | ------------ | ----- |
| 1    | Kenneth Vanbilsen | Topsport Vl. | 64    |
| 2    | Laurens De Vreese | Wanty        | 40    |
| 3    | Matteo Trentin    | Omega Pharma | 31    |
| 4    | Gatis Smukulis    | Team Katusha | 29    |
| 5    | Pavel Brutt       | Team Katusha | 25    |

### Classifica a squadre
| Pos. | Squadra                 | Punti     |
| ---- | ----------------------- | --------- |
| 1    | Garmin-Sharp            | 76h38'53" |
| 2    | BMC Racing Team         | a 4'10"   |
| 3    | Belkin Pro Cycling Team | a 5'27"   |
| 4    | Lotto-Belisol           | a 7'00"   |
| 5    | Team Katusha            | a 7'31"   |